# Ithomeis aurantiaca
Ithomeis aurantiaca is een vlindersoort uit de familie van de prachtvlinders (Riodinidae), onderfamilie Riodininae.
Ithomeis aurantiaca werd in 1862 beschreven door H. Bates.